# 아스살람

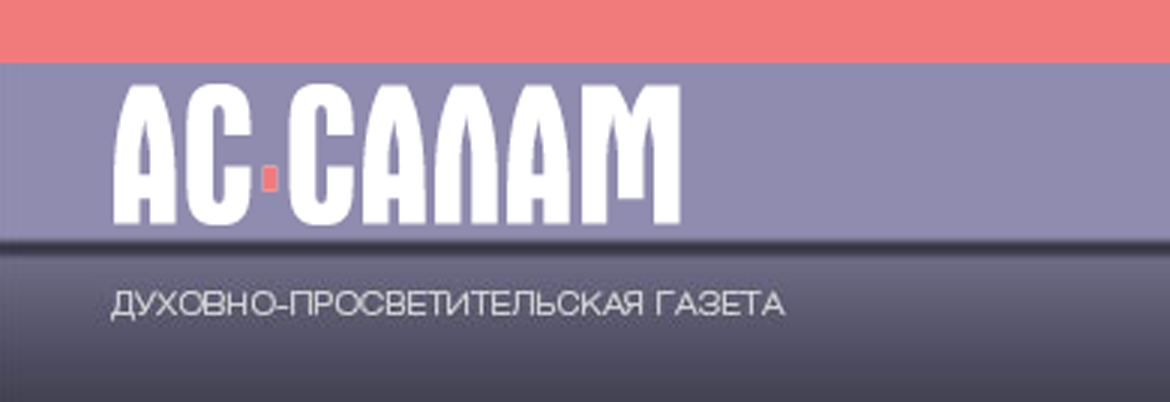

아스살람(러시아어: Ас-салам)은 다게스탄 공화국(러시아)에서 발행되고 있는 무슬림의 종교계몽적인 신문이다.
창립자는 자선기금 «푸티(Путь)»이다.
신문은 러시아어, 아바르어, 다르긴어, 쿠미크어, 라크어, 레즈긴어와 타바사란어로 발행되고 있다.
신문은 다게스탄 무슬림 종교국(Духовным управлением мусульман Дагестана)에 의해 조화를 향하여 인쇄되고 있다. 편집장은 파티마트 감자토바(Патимат Гамзатова)이다.